# Glidcop
Glidcop ist die Handelsbezeichnung einer pulvermetallurgisch hergestellten Legierung von Kupfer und Aluminiumoxid. Sie besitzt eine höhere Warmfestigkeit als Kupfer, jedoch eine ähnliche Wärmeleiteigenschaft.
Sie wird unter anderem als Schweißelektrode beim Punktschweißen und als Absorber für Synchrotronstrahlung verwendet.